# Asedio en la Antigua Grecia
La poliorcética, o arte del asedio —de la conquista (y por extensión, de la defensa) de las plazas fuertes—, se originó durante la Antigua Grecia. Este tipo de asedios se originaron a partir del momento en el que se sobrepasó el estadio del mero sitio mediante un desarrollo excepcional de las técnicas militares, que apenas fueron llevadas más allá durante la Edad Media, hasta la invención de las armas de fuego. La importancia de las técnicas de asedio se debió al aumento del papel estratégico de la ciudad en detrimento del territorio en la defensa global de la polis.

## Los orígenes

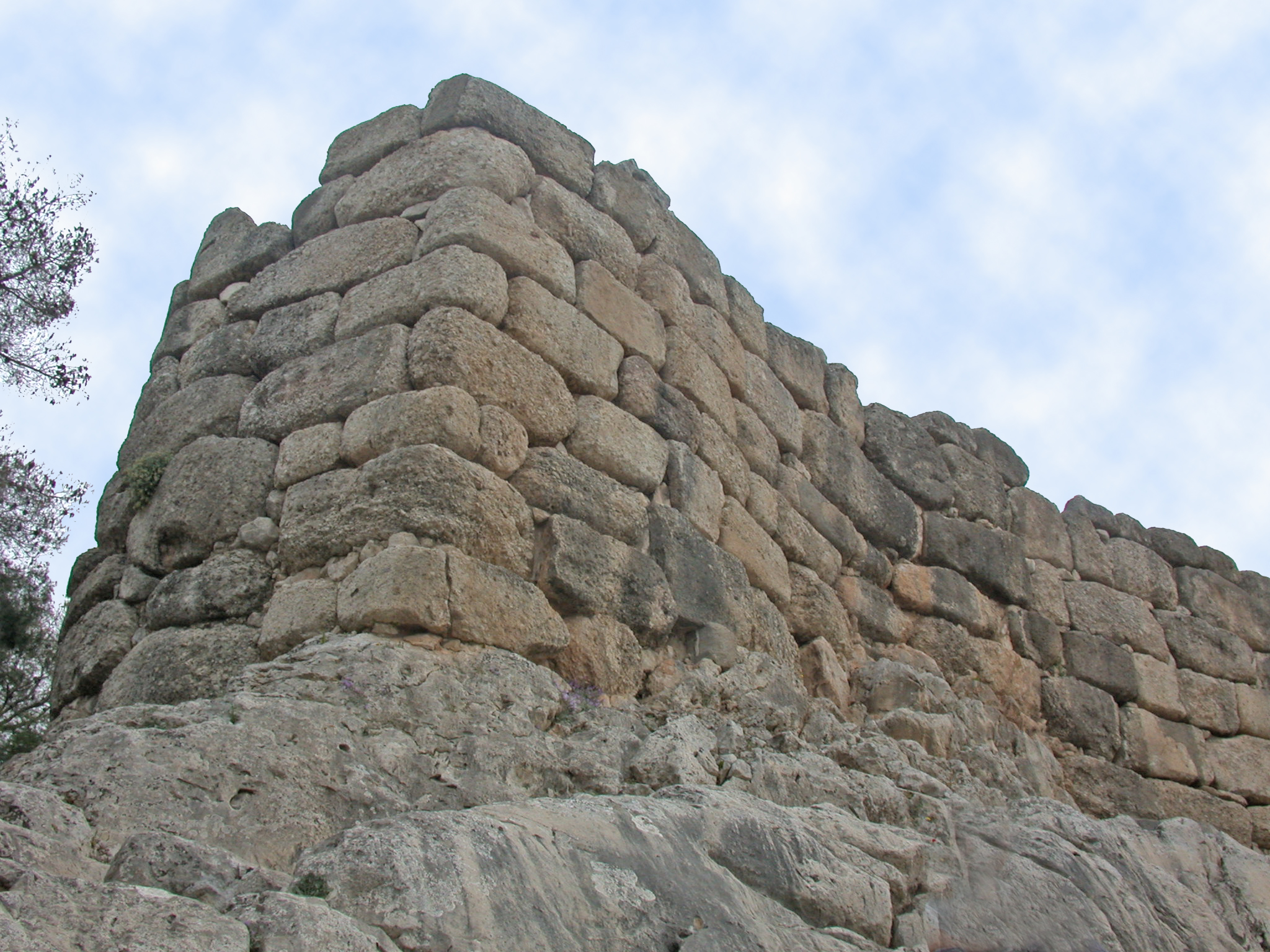
Muralla de Micenas desde la Puerta de los Leones.

Dejando aparte la tablilla de Micenas, en la que se ven honderos, arqueros y lanzadores de piedras librar una batalla bajo los muros de una ciudad, la descripción de Homero del asalto lanzado en carro por los troyanos contra el campamento fortificado de los aqueos, y la anécdota del Caballo de Troya, nada hay, excepto las fortificaciones descubiertas por los arqueólogos, que nos informe sobre la evolución de la poliorcética griega antes de finales de la Época Arcaica.
Desde el Neolítico, las preocupaciones defensivas presiden la organización del plano urbano. Más que mediante la construcción de recintos fortificados, de extensión y tamaño muy limitados, se puede observar la adaptación de la propia arquitectura civil para fines militares: las calles son estrechas y tortuosas, mientras que los muros de las casas, sobre todo en los límites de las aglomeraciones, se refuerzan en ocasiones para servir de murallas. Este sistema de protección, a pesar de su apariencia rudimentaria, es de una gran eficacia y permite sacar el mejor partido, con los menores esfuerzos, de los accidentes del terreno. En el siglo IV a. C. todavía será recomendado por Platón, en Leyes, que se preocupa por no separar topográficamente del marco ordinario de la vida privada el dispositivo de defensa colectiva, para incrementar así la combatividad de los ciudadanos.
La autonomía estructural y el poderío arquitectónico de los recintos amurallados tendieron, no obstante, a reforzarse en el trascurso del primer milenio a. C., dado el progreso de las técnicas de construcción, el enriquecimiento de las comunidades y la concentración de recursos sociales en manos de las aristocracias palaciegas (puede que también por influencia de los hititas, que por esas fechas ya se habían forjado una reputación de expertos en fortificaciones).
Fue entre mediados del siglo XIV a. C. y finales del siglo XIII a. C. cuando las acrópolis micénicas, a la sazón residencias reales, se rodearon de imponentes murallas de bloques ciclópeos, más o menos bien labrados y colocados sin mortero. Su anchura variaba entre los 4 y los 17 m, y su altura entre los 4 y los 9 m. Su trazado se verá determinado generalmente por la orografía, pero en ocasiones también se dividía en cortas secciones rectilíneas separadas por pequeñas descolgaduras, como en Gla, lugar situado en una isla del lago Copaide de Beocia. Las aberturas eran escasas: cuatro puertas en Gla, una puerta y una poterna en Micenas, Tirinto y Atenas, generalmente provistas de una rampa de acceso paralela a la muralla y flanqueada además por resaltos macizos que formaban un antepatio, como en Tirinto, o por torres, como en Micenas, Atenas y Gla.

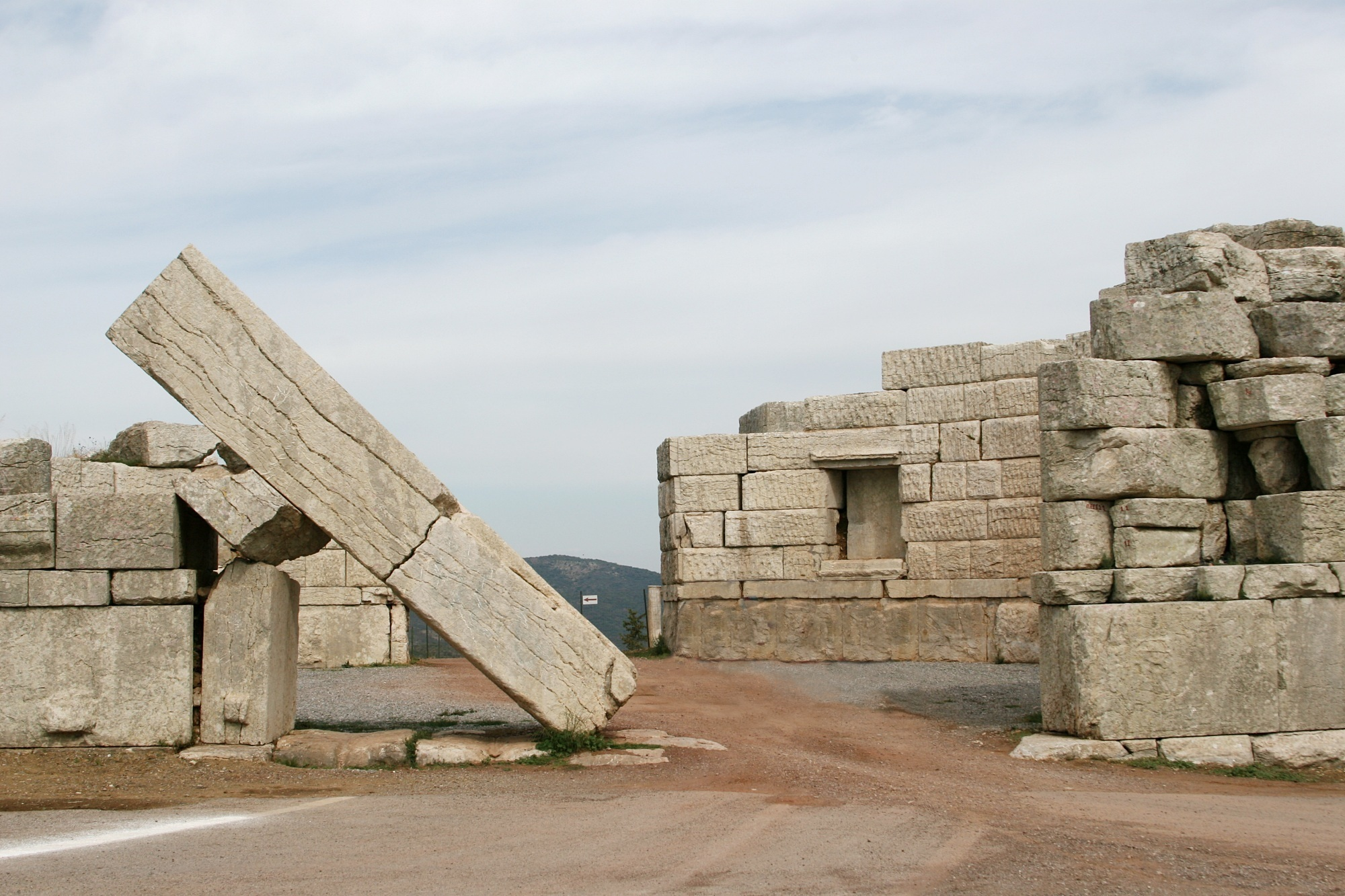
Puerta Arcadia de Mesene.

Las puertas eran, como es evidente, los únicos puntos débiles del perímetro fortificado; de ahí las excepcionales precauciones tomadas para obligar al asaltante a presentarse ante ellas en una posición desfavorable, por su lado izquierdo, que no estaba protegido por el escudo y expuesto a las armas de los defensores. Era más bien sitiándolas como se podía esperar apoderarse de esas fortalezas, en las que probablemente se refugiara la población del territorio; por ese motivo, los constructores tomaron a menudo la precaución de acondicionar galerías subterráneas que conducían a fuentes situadas al pie de la muralla.
No parece que antes del siglo V a. C. volviera a producirse ninguna modificación en el arte de las fortificaciones y en los procedimientos de asedio. Aquello que importa en los recintos urbanos, cuyo número se incrementó notablemente a partir de la época arcaica, era su valor estático, el aspecto pasivo de su poderío; formadas por una estructura de ladrillos secados al sol, cimentados por lo general sobre una base de piedras aparejadas, con escasas aberturas y dotadas de algunas torres cuadradas de flanqueo (sobre todo en las proximidades de las puertas), es evidente que no fueron concebidas para resistir un asalto en toda regla.
Los relatos de los historiadores demuestran de hecho que los sitios fueron, hasta la guerra del Peloponeso, el método de asedio más extendido y eficaz. Una vez construido un muro de contravalación de ladrillos sin cocer o de piedras puestas en seco, en ocasiones completado en dirección al exterior con otro de circunvalación, a los sitiadores no les quedaba más que mantener la guardia, recurrir a sus reservas y armarse de paciencia. De este modo reconocían su incapacidad para forzar la entrada de la ciudad; una incapacidad que dejaba ver, sobre todo, su repugnancia a correr un riesgo semejante debido a que para ellos, lo esencial del conflicto era el control del territorio.
Durante la guerra del Peloponeso, los atenienses fueron los únicos que tuvieron los medios económicos y el valor político de sacrificar a sangre fría, como les había aconsejado Pericles, la defensa del territorio a la salvaguardia de la ciudad, ya que para ellos era el único medio de mantener su imperio, proveedor de tributos, que se encontraba amenazado por la superioridad terrestre de los espartanos. Pese a ello, su estrategia, por circunstancial y coyuntural que fuera y pese a su fracaso final, prefiguraba en cierta medida la nueva estrategia adoptada por la mayoría de las ciudades griegas a partir del siglo IV a. C.

## El desarrollo y la práctica del asalto
Esta nueva estrategia no le concedía importancia absoluta ni al territorio, como en la estrategia tradicional, ni a la ciudad, como en la estrategia de Pericles. Hacía un uso ponderado y gradual de uno y otra, con lo que intentaba diversificar las posibilidades de resistencia en torno al núcleo urbano, que en adelante se convirtió en el último reducto de defensa. Así, la conquista de la ciudad, generalmente depositaria de botines prometedores y tan necesarios para el final del conflicto, se convirtió en el objetivo principal de los agresores.
Esta tendencia se acentuó a comienzos de la época helenística. El desarrollo de la poliorcética griega data del momento en que —mientras el cuerpo cívico tendía a desgajarse del territorio y a identificarse con la ciudad— el problema de la defensa se presentó en términos puramente técnicos.
No obstante, esta evolución estratégica no hubiera trastornado hasta tal punto los procedimientos de asedio si la calidad de las tropas y la organización general del ejército no hubieran sufrido con la crisis de las polis.
Sin el desarrollo de las tropas ligeras, la práctica del asalto, que exigía unas disposiciones físicas y psicológicas por completo diferentes a las del asedio, hubiera tenido más problemas para imponerse. Hasta la aparición de Estados de naturaleza tiránica o monárquica, capaces de realizar un esfuerzo de guerra hasta entonces desconocido, no se pudo disponer de un parque de asedio lo bastante grande como para que un asedio fuera una empresa rentable. No fue una casualidad, ni el mero efecto de una causa concreta de carácter técnico, social o político, que la poliorcética griega alcanzara su apogeo en tiempos de Alejandro Magno y de los diádocos, durante el transcurso de los encarnizados conflictos que acompañaron al nacimiento de los imperios. Fue el resultado de una conjunción de fuerzas y apetitos nuevos, liberados por el estallido de la ciudad: la desaparición del soldado-ciudadano, el fracaso del modo de combate hoplítico y el desencadenamiento del poder convertido en absoluto, que se alimentaba a sí mismo y no se preocupaba más que de hacerse más grande.

## Las tropas de asalto
La difusión de la práctica de los asaltos tendió, en primer lugar, a incrementar la importancia relativa de las tropas ligeras y probablemente también a aligerar el equipo de la infantería. Para Ifícrates, el tipo ideal del «conquistador de ciudades» era el peltasta.
Por otra parte, tuvo como resultado importantes innovaciones tácticas destinadas a mejorar el poder de choque de los asaltantes. Por eso los siracusanos, en guerra con los cartagineses, fueron los primeros griegos en tomar conciencia, a finales del siglo V a. C., de la eficacia del «asalto continuo» realizado por oleadas sucesivas y, por consiguiente, de la necesidad de contar con reservas. Por ese mismo motivo, a partir de Alejandro se constituyeron en el seno de los ejércitos, comandos especializados en escalar murallas.
Por último, la guerra de asedio contribuyó a revalorizar el uso de la sorpresa, de las añagazas y de la traición en detrimento del enfrentamiento abierto, así como del valor individual, más o menos provocado por el cebo de las recompensas, en detrimento del heroísmo colectivo.
Así, el perfeccionamiento de la poliorcética favoreció en Grecia la decadencia del soldado-ciudadano y el desarrollo del profesionalismo militar, agravando a la vez la crisis social y política que había sido su origen; tanto más cuanto que estuvo acompañado, desde la época de Dionisio I (comienzos del siglo IV a. C.) hasta la de Demetrio Poliorcetes (comienzos del siglo III a. C.), de un desarrollo considerable de la técnica militar, que exigía una mayor movilización de medios materiales y humanos.

## Las armas incendiarias

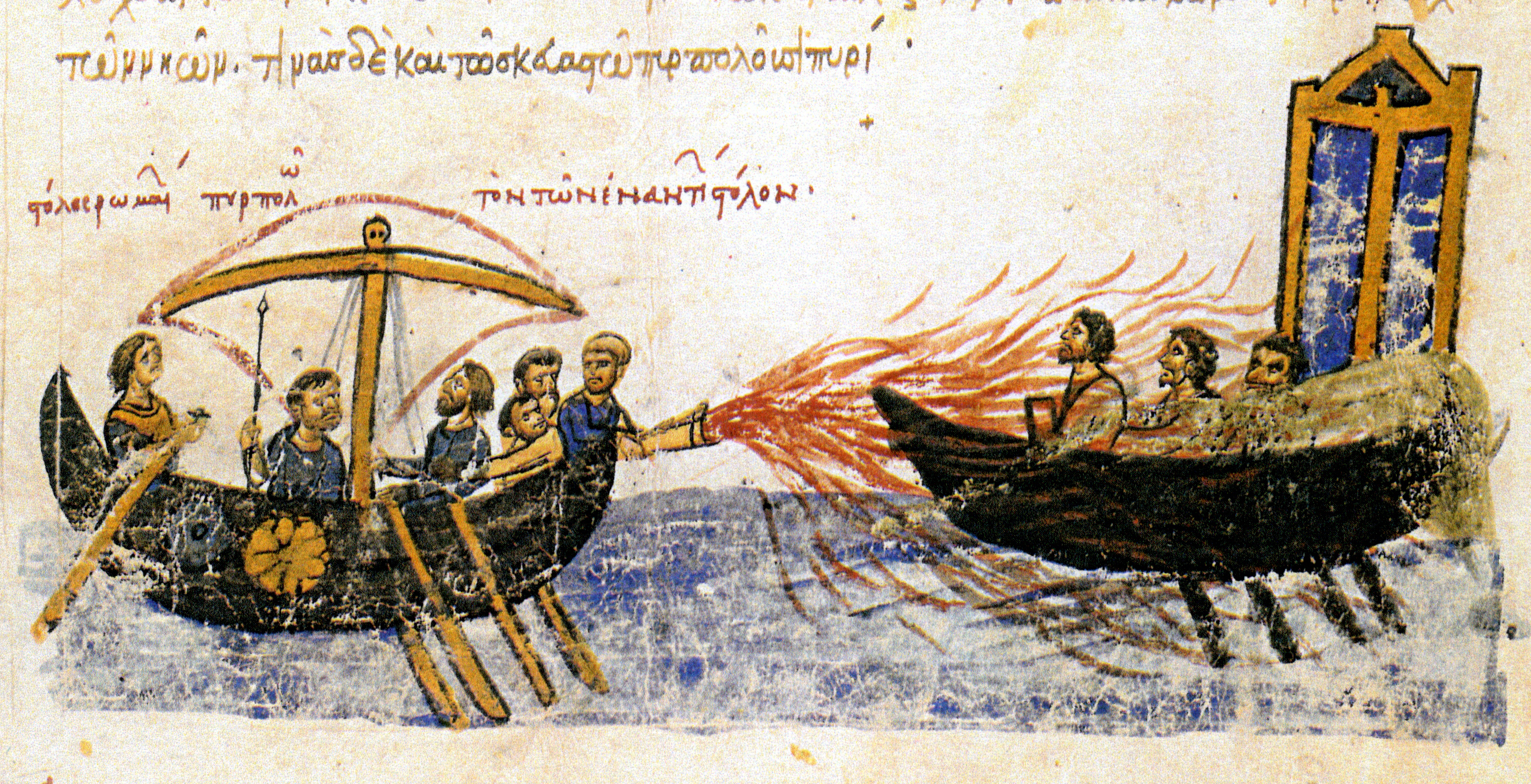
Uso del fuego griego, según un manuscrito bizantino.

Un arma tan primitiva como el fuego no dejó de representar durante toda la Antigüedad un papel importante en la guerra de asedio, porque la madera continuó siendo un material esencial en la arquitectura civil e incluso pasó a formar una parte esencial en la composición de los puntos más expuestos de las fortificaciones (puertas, caminos de ronda y empalizadas diversas), y también debido a los perfeccionamientos que se produjeron en las armas incendiarias para terminar con los sistemas de protección imaginados por los defensores.
A menudo se limitaba a crear inmensas hogueras, calculando con atención la dirección del viento. Los asaltantes lanzaban pez y azufre sobre ella para activar la combustión, mientras que los asediados creaban frente a sus edificaciones pantallas de piel fresca y lanzaban contra la hoguera agua, tierra y vinagre (cuyas cualidades como extintor eran muy apreciadas por los antiguos). También se supo desde muy pronto cómo actuar a distancia y con mayor precisión. Desde las guerras médicas se utilizaban flechas forradas de estopa encendida. Durante la guerra del Peloponeso se pusieron a punto una especie de lanzas-antorcha de las que Tucídides nos ha dejado una detallada descripción, que se probaron contra el atrincherado ateniense de Delio, en el invierno del 424 a. C. dice Tucídides:

[...] los beocios...utilizaron una máquina que venció. He aquí cómo era: tras haber cortado en dos una larga viga, la vaciaron por completo y unieron con exactitud las dos partes para hacer una especie de tubo; en el extremo suspendieron, mediante cadenas, un caldero, dentro del cual penetraba, desde la viga, un pico de fuelle de hierro que hacía escuadra; el resto de la madera también estaba revestida de hierro en gran parte de su longitud. Empujaban desde lejos las máquinas, con carros, contra la muralla en los sitios en donde había más sarmientos y madera; después, cuando estaba cerca, introducían grandes fuelles en el extremo de la viga que estaba en su lado y los accionaban. El aire, que llegaba con presión al caldero, lleno de carbones encendidos, de azufre y de pez, encendía una gran llama; lo que prendía fuego a la muralla, tanto y tan bien, que nadie podía permanecer en ella; los hombres la abandonaron y huyeron y, de este modo, se conquistó el muro.

Estos procedimientos se perfeccionaron y se diversificaron a partir del siglo IV a. C., teniendo a menudo los asediados cada vez más y mejores medios para destruir las obras de carpintería que los asaltantes levantaban delante de sus murallas. Se inventaron entonces numerosos tipos de erizos incendiarios, de concepto análogo al que describe así Eneas el Táctico:

Preparad dos garrotes semejantes a manos de mortero, pero mucho mayores; en ambos extremos clavad clavos de hierro, unos pequeños, los otros grandes y, en el resto del garrote, por todo su contorno, arriba y abajo, pequeños paquetes de virulentos productos incendiarios. El objeto debe tener el aspecto de un rayo tal y como es representado. Hay que lanzarlo contra la máquina que avanza, preparándolo de tal manera que se quede clavado a ella y que, como está fijo, el fuego sea persistente.

Las recetas de los productos incendiarios fueron refinándose. Eneas recomendaba utilizar «una mezcla de pez, azufre, estopa, incienso en polvo y serrín de pino». Tras las expediciones de Alejandro se usaron a veces fuegos líquidos, como el asfalto o el betún líquido. En el siglo III, Julio el Africano preconizaba incluso el empleo de un fuego «autónomo», que era un anuncio del fuego griego inventado por Calínico de Heliópolis hacia el 668-673:

A mediodía, a pleno sol, se tritura en un mortero negro, a partes iguales, azufre natural, sal gema, ceniza, piedra del cielo y pirita. Después se añade jugo de moras negras y asfalto de Zante sin secar, todavía líquido (cada uno de estos productos a partes iguales), para conseguir un producto que se parezca al hollín. Después se le añade al asfalto una pizca de cal viva. Se debe triturar cuidadosamente a mediodía, a pleno sol, protegiéndose la cara, puesto que se inflamará súbitamente. Una vez que se haya producido, hay que recubrir el producto con un recipiente cualquiera de cobre, para poder conservarlo así listo en un bote, sin exponerlo nunca al sol. Ahora, si deseáis incendiar el equipo de vuestros enemigos o cualquier otro objeto, lo untaréis por la noche, a escondidas; cuando salga el sol, todo arderá

Sin embargo, Arquímedes lo haría mejor todavía si es cierto, como dicen autores tardíos, que en el 211 a. C. lograra incendiar los navíos romanos que participaban en el sitio de Siracusa utilizando espejos para captar el fuego del cielo.

## Las obras con armazón

### Arietes

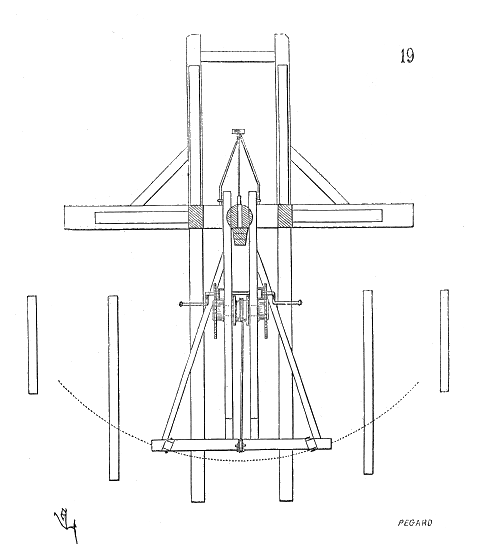
Plano de una catapulta.

Otro tipo de máquinas de asedio estaba formado por las «obras con armazón». Estas incluían, en primer lugar, los arietes, que habrían sido «inventados» durante el asedio de Samos, en el 440-439 a. C., por un ingeniero de Pericles, Artemón de Clazómenas. Sin duda se inspiró en modelos orientales, dado que este tipo de máquinas era de uso corriente en Asia occidental desde los tiempos del último Imperio asirio, y era conocido incluso desde mucho antes, con formas más primitivas, desde el tercer milenio a. C.
De comienzos del siglo V a. C. es una cabeza de ariete de bronce, descubierta en el estadio de Olimpia. Se trata de un artefacto paralelepípedo de 25,2 cm de alto, 18,5 cm de largo y 9 cm de ancho, con paredes de entre 9 y 10 mm de grueso, que termina, por su parte anterior, en una arista flanqueada por una doble hilera de dientes de 4,7 cm de largo. A cada lado de las caras verticales de esta arma hay cuatro agujeros en los que aún se conservan algunos de los clavos que la fijaban en el extremo de una viga de madera encastrada en un saliente de la parte superior. Este ingenio, que debido a sus dimensiones y a la delgadez de sus paredes era propulsado a mano, no estaba destinado a embestir, o a aplastar las piedras del paramento, sino a aflojarlas y arrancarlas (entra en lo posible también que estuviera destinado a atacar puertas y poternas).
Más complejos de manejar y de mayor potencia eran los arietes (probablemente colgantes) que utilizaron los lacedemonios delante de Platea en el 429 a. C. y, sobre todo, los de los comienzos de la época helenística, cuyos servidores se colocaban bajo protecciones móviles llamadas tortugas.
Los mayores de esos arietes-tortuga fueron construidos en el 305 a. C. por Demetrio Poliorcetes («Poliorcetes» = «Expugnador de Ciudades») para el asedio de Rodas. Según Diodoro Sículo, 

eran de dimensiones inauditas, pues cada uno tenía una viga de 120 codos [53,28 m] cubierta de hierro, provista de una punta comparable al espolón de un navío y fácil de propulsar, porque estaba montada sobre ruedas y era puesta en movimiento, en el transcurso del combate, por más de 1000 hombres.

Este logro técnico fue igualado posteriormente por un tal Hegetor de Bizancio que, según Ateneo, Vitruvio y el propio ingeniero bizantino, construyó un ariete de iguales dimensiones, pero que estaba suspendido sobre cables y que era puesto en movimiento por 100 hombres. Ya estuviera montado sobre ruedas, colocado sobre cilindros rotatorios (a veces se lo llamaba «taladro»), o colgado de un armazón, el ariete, sin sufrir modificaciones importantes, siguió siendo el arma favorita de los asaltantes hasta el final de la Antigüedad.

### Torres de asedio

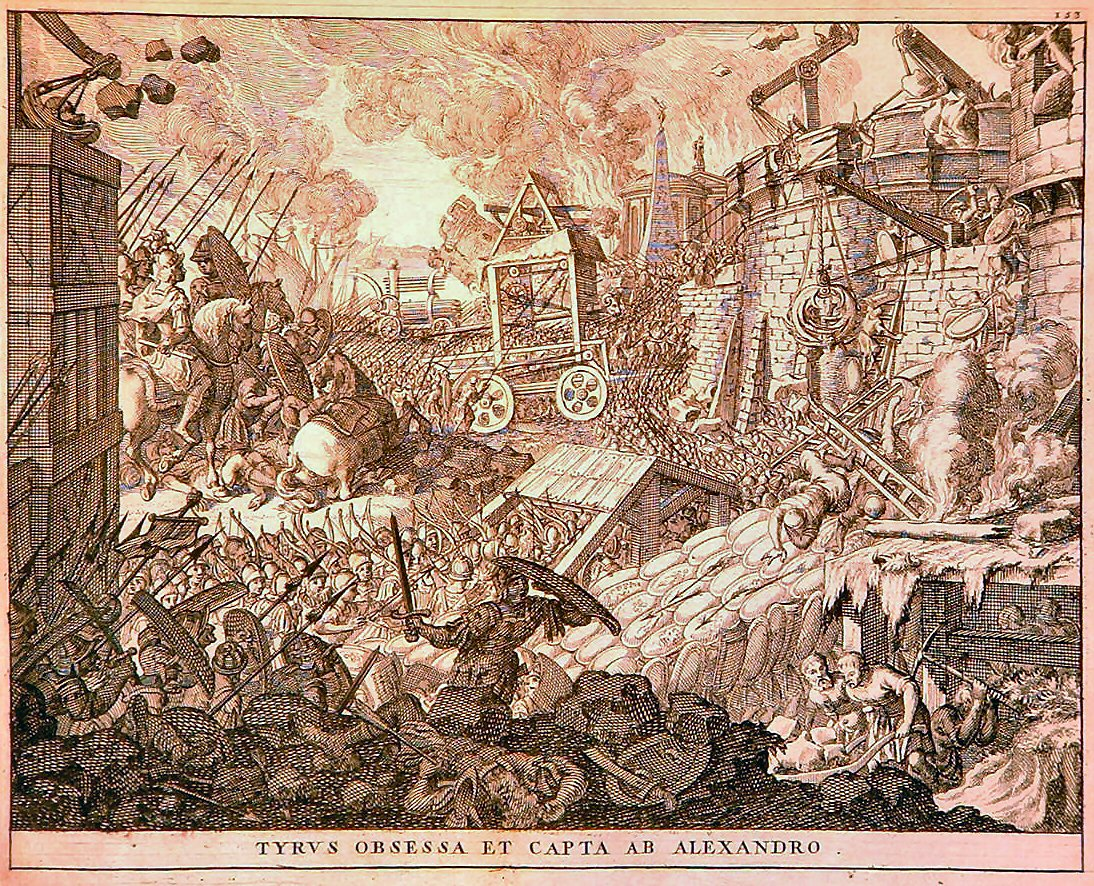
Asedio de Tiro, dibujo de 1696, en el que se aprecian claramente las torres de asedio.

A partir de finales del siglo V a. C., los asaltantes también hicieron uso de torres de asalto de madera que les permitían ocupar una posición dominante para apoyar con sus armas arrojadizas la acción de los arietes y, en ocasiones, irrumpir asimismo en el interior de la ciudad.
Por la rampa de asalto de Motia en el 397 a. C., Dionisio I de Siracusa:

hizo avanzar contra la muralla las torres rodantes, de seis pisos, que habían sido construidas en función de la altura de las casas (dotándolas a continuación de puentes voladizos) para invadir por la fuerza el tejado de las casas vecinas.

A partir del 340 a. C., Filipo II de Macedonia estuvo en condiciones de levantar torres de asedio de 80 codos (37,04 m). En cuanto a Alejandro Magno, utilizó contra Halicarnaso y Tiro torres de 100 codos de alto.
En el periodo helenístico, las más poderosas y complejas de esas torres recibieron el nombre de helepolis o helépola («conquistadora de ciudades»).

## Las máquinas lanzadoras

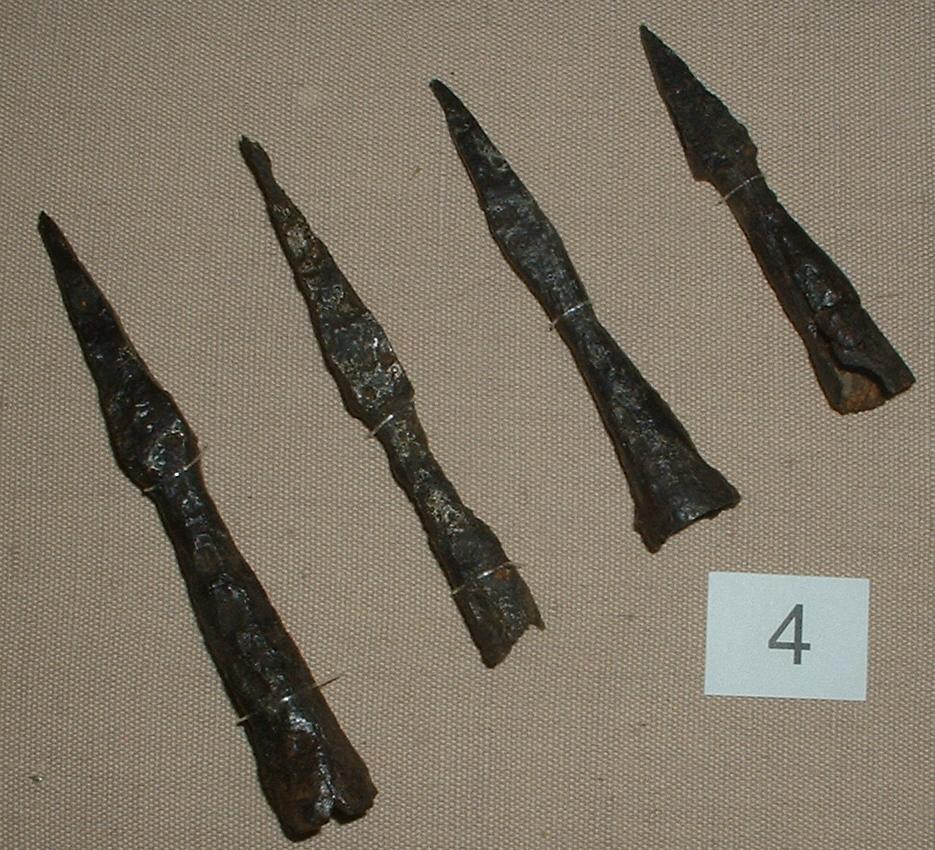
Puntas de hierro utilizadas en las saetas del escorpión.

La artillería se componía de muchos tipos de máquinas lanzadoras, que se caracterizaban por el modo de propulsión, la naturaleza del proyectil y la técnica de construcción.
Por una parte estaba la ballesta (gastrafetes, arcuballista), basada en el principio del arco, y el ingenio de torsión (la catapulta griega), cuyos dos brazos se enganchaban a madejas de fibras elásticas (tendones y crines animales, cabellos femeninos).

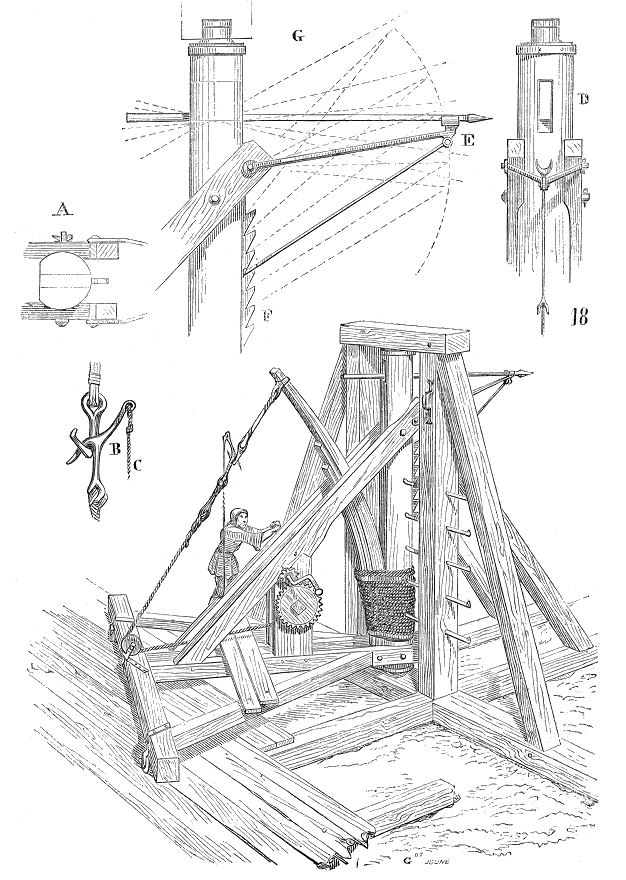
Catapulta.

También estaban las máquinas de flechas, ya fueran de pequeñas dimensiones (llamada primero escorpión y luego manubalista), ya de gran tamaño (llamada oxibeles oxybela y catapulta, después balistas), y el lanzador de piedras (petróbolo o litóbolo en griego, y latín, según las épocas, balista, onager y scorpio).
Cada una de estas categorías tenía además numerosas variantes, según el modo en que la fuerza motriz se comunicara a los proyectiles: las catapultas oxíbelas de tipo eurítono se diferenciaban de las catapultas petróbolas de tipo palíntono por la disposición de los tensores, que tenían una línea que a veces recordaba al perfil de los arcos simples y a veces al de los arcos compuestos, frente a las catapultas y balistas tradicionales, que tenían siempre dos brazos propulsores.
En estas máquinas hay que incluir un cierto número de modelos experimentales puestos a punto por los ingenieros helenísticos:
- la catapulta de aire comprimido del alejandrino Ctesibio hacia el 270 a. C.
- la catapulta de repetición construida en Rodas por Dionisio de Alejandría
- la catapulta de resortes de bronce realizada por Filón de Bizancio a finales del siglo III a. C.

Las primeras máquinas lanzadoras —meras ballestas o ya basadas en la torsión— fueron inventadas en el 399 a. C. por los ingenieros griegos que Dionisio I había hecho ir a Siracusa para emprender la lucha contra los cartagineses.
A continuación se difundieron lentamente por Grecia durante la primera mitad del siglo IV a. C., y luego con mayor rapidez por Macedonia en tiempos de Alejandro Magno. De esa fecha data, si no la invención, la mejora de las máquinas de torsión, como atestigua la puesta en servicio de petróbolos durante el sitio de Tiro en el 332 a. C.
Su evolución y adecuamiento es difícil de determinar, aunque se perfeccionaron muchos detalles. Por ejemplo, h. 275 a. C. se empezaron a realizar tablas de calibrado que establecían las relaciones fijas entre el diámetro de las madejas propulsoras, la longitud o el peso de los proyectiles y las dimensiones de las diferentes piezas de las máquinas.
Fue en la época helenística cuando se utilizaron las mayores piezas de artillería que conoció la Antigüedad, capaces de arrojar flechas de 4 codos y balas de 3 talentos a una distancia que variaba entre los 100 y los 300 m. Este armamento comenzó probablemente a declinar a partir del siglo III a. C., sobre todo por la falta de especialistas, lo que redujo la importancia relativa del principio de la torsión respecto a la del arco.
Las máquinas lanzadoras tuvieron un papel creciente en los combates en campo abierto y las batallas navales; pero no por ello dejaron de estar destinadas esencialmente a las guerras de asedio.

## Los trabajos de desmonte
A diferencia de las máquinas de asalto, los trabajos de desmonte y de zapa nunca cayeron en desuso. La construcción de un terraplén de asalto durante la Antigüedad se hizo siempre del mismo modo: con los materiales que había a mano y procurando que la calzada no pudiera venirse abajo durante el asedio. En el 429 a. C., delante de Platea, los peloponesios

... con los troncos que cortaron en el Citerón, se pusieron a construir por los dos lados del terraplén, entrecruzándolos a modo de muro de paramento, para impedir que el terraplén no se desparramara demasiado; adentro acarrearon fajina, piedras, tierra y todo lo que se pudiera amontonar de un modo eficaz. Estuvieron terraplenando durante setenta días y setenta noches sin interrupción, distribuidos en turnos, unos llevando materiales mientras los otros dormían o comían; y los jefes lacedemonios que estaban asociados al mando de las fuerzas, los obligaban al trabajo.

Con las zapas y las minas se pretendía provocar el derrumbamiento de la muralla o del terraplén de asalto enemigo y proporcionar a los asaltantes una vía de acceso al interior de la plaza fuerte.
Los griegos recurrieron a ellas desde mediados del siglo V a. C., y después, durante la guerra del Peloponeso, por lo menos por parte de los defensores. En Platea fueron los asediados quienes, tras haber intentado ralentizar la construcción del terraplén retirando los materiales acumulados al pie de la muralla,

desde la ciudad excavaron, tomando una referencia en la rampa, y comenzaron así, por debajo, a llevarse con ellos los materiales de relleno. Durante mucho tiempo, los de fuera no se dieron cuenta; continuaron rellenando, pero con menos eficacia, pues los materiales que arrojaban eran sustraídos por debajo y no hacían más que reemplazar a los que se llevaban.

Tanto los textos como los descubrimientos arqueológicos demuestran que los procedimientos de la guerra de minas no se modificaron apenas durante toda la Antigüedad.

## Las reacciones de los asediados
El único medio que tenían los asediados de resistir los ataques realizados con gran refuerzo de las máquinas de asalto, era no solo reforzando la guardia de las murallas —en ocasiones recurriendo a perros— para prevenir los golpes de mano, sino rivalizando en ingenio técnico con los agresores para contrarrestar los progresos del enemigo, delante y detrás de la línea fortificada tanto como en la propia muralla.
Algunos de los procedimientos utilizados eran puramente defensivos: fosas, trampas y fortificaciones varias, colchones y pantallas contra los proyectiles. Lo más importante era sobre todo la potencia de tiro de los defensores y su capacidad para poner a punto «antimáquinas» de una diversidad y complejidad iguales a las de los ingenios de ataque.
Filón de Bizancio, a finales del siglo III a. C., recomendaba las «antimáquinas»:

Contra las galerías y las obras de carpintería hay que colocar, en el canalón que sobresalga de una obra de carpintería interior o de una torre, piedras de 3 talentos; que en el extremo del canalón haya batientes de puerta con goznes a cada lado, mantenidos cerrados mediante amarras que baste con soltar para que los batientes se abran por la presión de la piedra, que resbala y cae sobre las galerías. Las amarras aseguran el cierre posterior y se repetirá la operación.

Al hacer caer piedras grandes desde lo alto de obras de carpintería, lanzando otras por medio de petróbolos, palíntonos y de onagros, y dejando caer piedras con peso de talentos por las ventanas, se intentará aplastar sus protecciones (...)
Contra las obras de carpintería situadas en las cercanías (...), tras haber agujereado la muralla en ese sector en los lugares adecuados, colocaremos bolas de madera móviles en las aberturas y, al golpearlas con ayuda de un contra-ariete encima de la plataforma de base, aplastaremos sin dificultad la obra de carpintería, el ariete, el trépano, el modillón y todo lo que pudieran acercar.
Esa es la razón por la que las vigas redondeadas se colocan transversalmente en los agujeros, para que el ariete, tanto hacia el interior como hacia el exterior, gracias a las bolas de madera, sea puesto con facilidad.
Para este ariete hay que construir un soporte tan sólido como sea posible, para que aquellos que lo empujan hacia adelante, teniendo los pies bien asentados, puedan golpear lo más violentamente posible (...).
Si el sector del ataque está en pendiente, hay que lanzar las ruedas con guadañas o piedras grandes, pues así es como destruiremos el mayor número posible de enemigos en un mínimo tiempo.
Si la aproximación se produce desde el mar, hay que disponer paneles bien escondidos y provistos de clavos, y sembrar de trampas de hierro y de madera e interrumpir con empalizadas los lugares fácilmente accesibles (...).
También es útil tener dispuestas gruesas redes de lino contra los que trepan por las murallas con escalas y con puentes levadizos, puesto que, cuando se lanzan contra los asaltantes, es fácil hacerlos prisioneros cuando la red se cierra.

Lo mismo sucede con las picas en forma de anzuelo; proyectadas con la ayuda de maromas, y retiradas después hacia arriba, cuando se enganchan en los barriletes y los paneles de protección y se tira de las maromas, pueden arrancar una buena parte de ellos.

La acción de estas «antimáquinas» necesitaba verse apoyada con salidas que, cuidadosamente preparadas, permitían sembrar la confusión en las filas enemigas y dañar sus obras de carpintería. Los asediados, al abandonar el principio de la defensa lineal, creaban así una zona de resistencia que amortiguaba a menudo el poder de choque de las tropas asaltantes.

## El arte de las fortificaciones

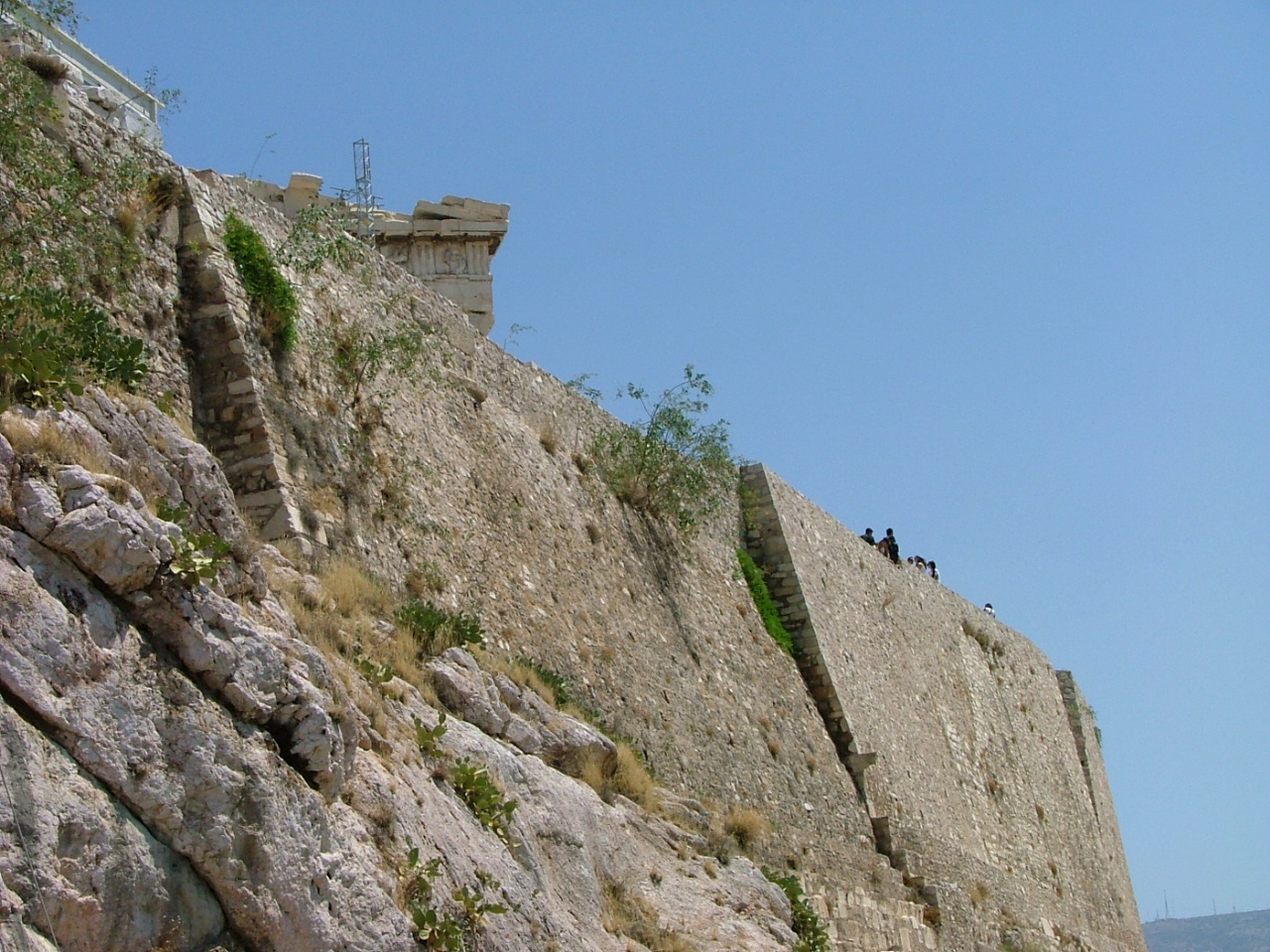
Muro de la Acrópolis de Atenas.

A partir del siglo IV a. C., las fortificaciones griegas dejaron de tener valor exclusivamente por su poderío estático. En adelante, fueron concebidas de manera que incrementaran la potencia de fuego y favorecieran las intervenciones ofensivas de los asediados en la cercanía de las murallas. Este resultado se alcanzó, en concreto, mediante la excavación de fosos defensivos y la construcción de antemuros delante de las murallas, mediante el vaciado de las torres de muralla, gracias a la invención del trazado en cremallera y en dientes de sierra, así como aumentando el número de poternas.
No obstante, solo durante los dos siglos siguientes —con un cierto retraso con respecto a los progresos de la poliorcética— se difundieron en la arquitectura militar ideas nuevas, que pretendían la diversificación y la articulación de los medios de defensa a ras de tierra y en altura. En adelante, la menor masa de las murallas y de las obras defensivas dejó de ser un obstáculo para los asediados. Su utilidad pasó a ser la de la táctica que materializaban. Se pasó de una arquitectura ponderal a una arquitectura de movimiento.
El tipo más perfecto de fortaleza helénica lo representa el castillo de Euríalo en Siracusa. Ya se ha descartado que fuera obra de los ingenieros de Dionisio I:

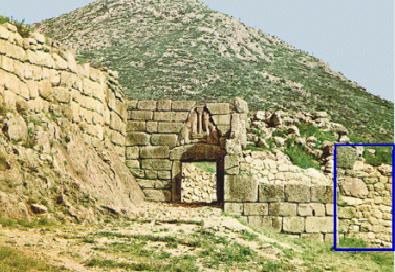
Diferencia entre la mampostería ciclópea, mostrada en el rectángulo azul, y la mampostería de sillares, fuera del rectángulo.

El arte griego de las fortificaciones alcanzó su culmen en Siracusa en tiempos de Arquímedes, al final de una evolución cuyos diferentes aspectos se pueden analizar con más facilidad en otros yacimientos helenísticos menos complejos, desde el punto de vista técnico, y más homogéneos desde el punto de vista cronológico.
Selinunte presenta, en la primera mitad del siglo III a. C., una versión simplificada de los fosos y bastiones siracusanos.

El reemplazo del remate almenado por un alto parapeto lleno de ventanas e incluso la transformación del camino de ronda en una galería parcial o totalmente cubierta están atestiguados en Heraclea del Latmos y en Atenas desde los últimos años del siglo IV a. C. Y vuelven a aparecer, con una forma más elaborada, en Sida, Panfilia (sur de Asia Menor) en la primera mitad del siglo II a. C.
En la misma época, el sector meridional del recinto de Mileto reproduce un trazado en cremallera reforzado por torres muy salientes, mientras que en Marsella, a orillas del puerto antiguo, se organizaba una línea fortificada hábilmente articulada. 
La capacidad de las torres para atacar de flanco, sobre todo cerca de las puertas, se incrementó tanto por el desarrollo de su potencia como por la adopción de varias plantas variadas: pentagonal, hexagonal, en forma de herradura o de un concepto incluso más inteligente.
Son ejemplos, entre otros muchos, de unas innovaciones técnicas que, en lo esencial, siguen las enseñanzas de Filón de Bizancio, y cuya importancia se puede apreciar en el hecho de que continuaron siendo útiles, con algunas mejoras, hasta finales de la Edad Media.